# Messier 108
Messier 108, também conhecida como NGC 3556 é uma galáxia espiral situada perto da estrela Beta da Ursa Maior, foi descoberta por Pierre Méchain em 1781.

## Descoberta e visualização

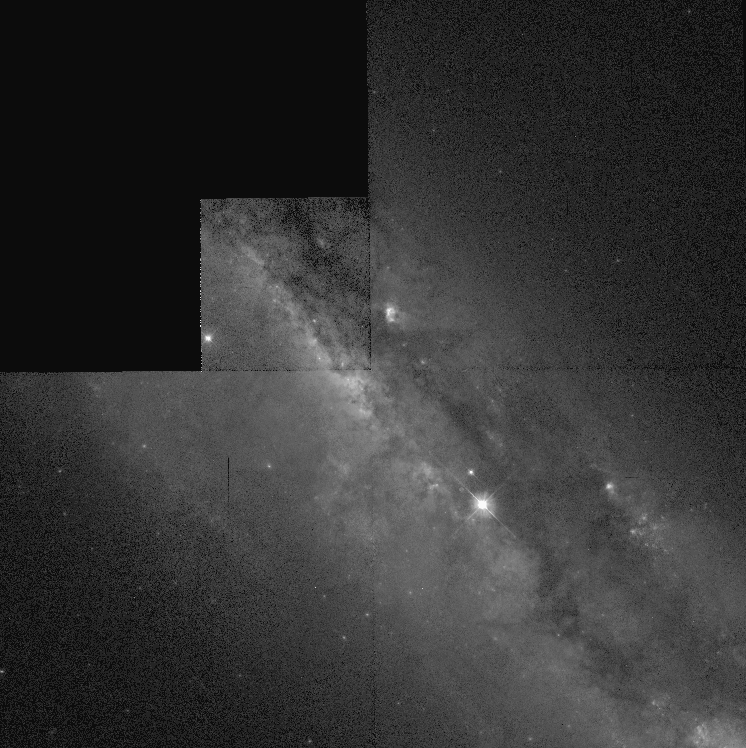
Messier 108, Telescópio Espacial Hubble

A galáxia espiral foi descoberta por Pierre Méchain em 19 de fevereiro de 1781, três dias após a descoberta de Messier 97. O objeto chegou a ser considerado pelo astrônomo francês Charles Messier como a entrada "98" de seu catálogo de objetos do céu profundo, mas não encontrou oportunidades de medir com precisão sua posição. Como a data limite de submissão de trabalhos no anuário astronômico francês Connaissance des temps estava chegando, não houve tempo hábil para incluí-lo na edição final de seu catálogo. William Herschel, descobridor de Urano, redescobriu independentemente o objeto em 17 de abril de 1789.
Anos mais tarde, Méchain menciona novamente o objeto em uma carta a Jacob Bernoulli e havia a pretensão de adicioná-la a uma quarta versão do catálogo, nunca concretizado. Finalmente, foi adicionado à versão moderna do catálogo de Messier por Owen Gingerich já nos meados do século XX.

## Características
A galáxia espiral, vista na Terra praticamente de perfil, aparentemente não apresenta um bulbo em seu núcleo, que também não se destaca do restante da galáxia. Seu disco galáctico está repleto de detalhes, mas obscurecidos pela grande quantidade de matéria interestelar: algumas regiões HII e jovens aglomerados estelares podem ser vistos.
Está se afastando radialmente do Sistema Solar a uma velocidade de 772 km/s e está situado aproximadamente 45 milhões de anos-luz de distância, sendo membro do aglomerado esparso de galáxias de Ursa Maior. Apenas uma supernova foi registrada na galáxia: SN 1969B, que alcançou a magnitude aparente máxima de 13,9 em 23 de janeiro de 1969.

## Galeria

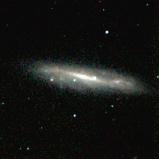
Messier 108, projeto 2MASS
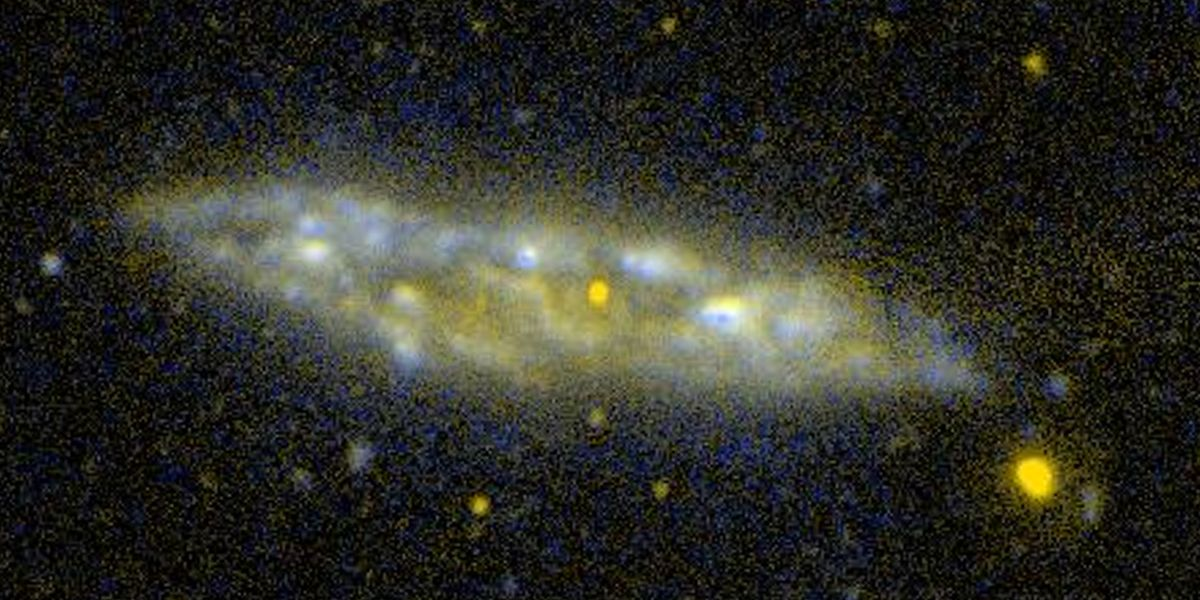
Messier 108, GALEX
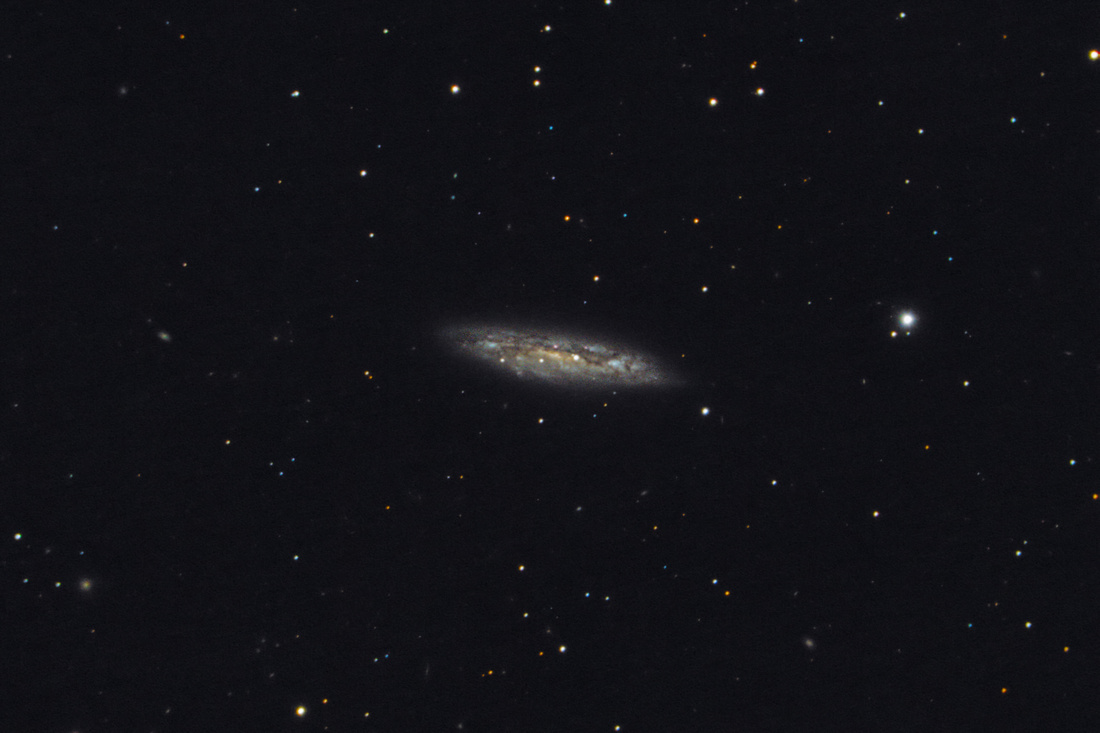
Messier 108, Hunter Wilson
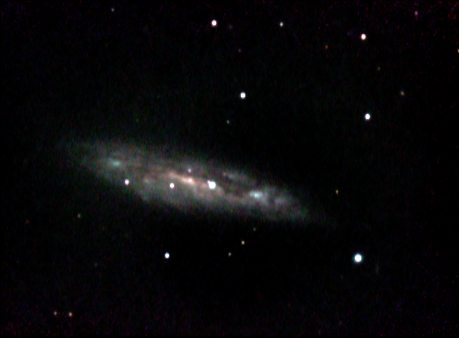
Messier 108, Ole Nielsen